# Евдиометър
Евдиометърът е стъклена тръба за измерване на обемни промени при химични реакции между газове.
Произвежда се в различни форми, за да обхване възможните обстоятелства създадени от химични реакции. Може да се каже, че евидиометърът прилича на градуиран цилиндър. Потопяването на този инструмент във вода пленява количество газ, което съответно може да се измери. Стимулацията на този газ с електрическа искра е един от начините да се започне реакция. Газът, останал в евдиометъра, отново се записва[ неясно? ], и дадените данни могат да се използват за изследване на реакцията и химикалите, както и атмосферното налягане.